# Troféu Louvemos o Senhor
O Troféu Louvemos o Senhor é uma cerimônia de premiação anual destinada a reconhecer os melhores artistas da música católica popular do Brasil do ano anterior.  É considerado o prêmio mais importante da música cristã brasileira, sendo transmitido por oito canais de televisão e oferecido sempre no mês de maio na sede da Rede Século 21, em Valinhos, SP.

## História
A ideia de criar o Troféu Louvemos o Senhor é de Ricardo Mari, da Rede Século 21, e, segundo o próprio, remonta a 1996, quando ele tinha um programa de rádio chamado "Estação Adolescentes", onde apresentava novidades de música católica. Em julho de 2007, após a "Santa Missa" na Rede Século 21, Ricardo levou adiante a ideia, comparando-a a um "Óscar para a música católica". O projeto foi apresentado para a diretoria da então TV Século XXI (hoje Rede Século 21) e da Associação do Senhor Jesus, dona da emissora, tendo sido aprovado. Em 13 de maio de 2009, foi realizado a primeira cerimônia de entrega do prêmio.
A inspiração para o nome e a imagem que representaria o projeto de premiação da música católica surgiu do livro de cânticos Louvemos o Senhor, editado desde 1975 pela Associação do Senhor Jesus com o objetivo de animar grupos de oração.
Em 2011, pela primeira vez, a gravadora Canção Nova indicou artistas e teve nomeados na premiação.

## Estatueta
A estatueta do prêmio é inspirada nas artes de capa do livro de cânticos Louvemos o Senhor, também editado pela Associação do Senhor Jesus. A imagem foi escolhida pelo próprio Ricardo, que solicitou ao designer gráfico Ednei Modesto, que fizesse o desenho da mesma.
| “ | uma mulher, Nossa Senhora, com as mãos e o rosto voltados para o céu, para Deus, entoando o Magnificat, cantado por toda a Igreja, ontem, hoje e sempre, indicando o que nós também devemos fazer: levantar os braços e os olhos em louvor às coisas do alto, em louvor ao Pai. | ” |

Modesto recriou, então, digitalmente a estatueta de Nossa Senhora tendo como base uma antiga imagem de madeira que existia na Associação do Senhor Jesus. A base do troféu segue o padrão usado no Óscar, com a base na arte conceitual,; assim, finalizado o desenho gráfico, coube a escultora Andrea Anholeto, da empresa Anholeto, recriar a versão em argila que serviu de modelo para as estatuetas de bronze efetivamente entregues aos contemplados pelo Troféu.

## Reconhecimento
O prêmio é reconhecido no meio católico como a mais importante cerimônia de premiação da música católica popular. É exibido, atualmente, em oito emissoras católicas de televisão, e é auditado pela empresa Mazar. As grandes gravadoras católicas, em geral, reconhecem o prêmio, inscrevem seus artistas e exibem seus indicados e vencedores, como a Paulinas COMEP, a CODIMUC, a gravadora Canção Nova, a Heaven's Music, a Talentos Produções e a Atração Fonográfica. E, apesar de seu começo tímido e ignorado, o prêmio hoje ganha cobertura dos principais portais católicos, como o Portal da Música Católica, o Portal A12, Palco Católico, Repórter Católico, entre outros.

## Maiores vencedores
| Rank | Artista                    | Prêmios |
| ---- | -------------------------- | ------- |
| 1º   | Rosa de Saron              | 32      |
| 2º   | Padre Fábio de Melo        | 15      |
| 3º   | Adriana Arydes             | 12      |
| 4º   | Missionário Shalom         | 06      |
| 5º   | Bruno Camurati             | 05      |
| 5º   | Comunidade Católica Shalom | 05      |
| 5º   | Diego Fernandes            | 05      |
| 8º   | Cantores de Deus           | 04      |
| 8º   | Iahweh (banda)             | 04      |
| 8º   | Ministério Adoração e Vida | 04      |
| 8º   | Padre Reginaldo Manzotti   | 04      |
| 12º  | Alessandra Salles          | 03      |
| 12º  | Anjos de Resgate           | 03      |
| 12º  | Cleiton Saraiva            | 03      |
| 12º  | Tony Allysson              | 03      |
| 12º  | Vida Reluz                 | 03      |
| 12º  | Ziza Fernandes             | 03      |
| 18º  | Alexandre Pivato (Boyna)   | 02      |
| 18º  | Altemar Dutra Jr.          | 02      |
| 18º  | Canal da Graça             | 02      |
| 18º  | Celina Borges              | 02      |
| 18º  | Davidson Silva             | 02      |
| 18º  | Fator C                    | 02      |
| 18º  | Ir. Kelly Patrícia         | 02      |
| 18º  | Italo Villar               | 02      |
| 18º  | Joana                      | 02      |
| 18º  | Lize Borba                 | 02      |
| 18º  | Nandah                     | 02      |
| 18º  | Olívia Ferreira            | 02      |
| 18º  | Via33                      | 02      |

## Edições
Fonte:
| Edição | Data                   | Qtde. Categorias |
| ------ | ---------------------- | ---------------- |
| 2009   | 13 de maio de 2009     | 18               |
| 2010   | 28 de abril de 2010    | 17               |
| 2011   | 11 de maio de 2011     | 23               |
| 2012   | 16 de maio de 2012     | 24               |
| 2013   | 22 de maio de 2013     | 27               |
| 2014   | 28 de maio de 2014     | 31               |
| 2015   | 27 de maio de 2015     | 32               |
| 2016   | 10 de maio de 2016     | 31               |
| 2017   | 21 de junho de 2017    | 28               |
| 2018   | 28 de novembro de 2018 | 28               |
| 2020   | 30 de setembro de 2020 | 18               |
| 2021   | 25 de Agosto de 2021   | 17               |
| 2022   | 22 de junho de 2022    | 18               |
| 2023   | 07 de novembro de 2023 | 16               |